# Ярема Ірина Зиновіївна
Іри́на Зіно́віївна Яре́ма (нар. 26 червня 1931, Павлів, нині Шептицький район, Львівська область) — казахська та українська художниця, майстриня прикладного мистецтва. Член Союзу художників СРСР (1970), Союзу художників Казахстану, лауреатка державних нагород (1981).

## Життєпис
Народилася в селі Павлів на Львівщині. 1965 року закінчила Львівський державний інститут прикладного і декоративного мистецтва. Після навчання того ж року виїхала до Узбецької РСР.
З 1965 по 1968 рік Ірина Ярема працювала художником по текстилю на Самаркандській шовкоткацькій фабриці. 1968 року переїхала до Алмати, від цієї миті пов'язала з Казахстаном все своє життя і творчість. В Алмати вона почала експериментувати в різних художніх напрямках: працювала не тільки з текстилем, а також як живописець, графік, монументаліст (у техніці стінопису, мозаїки, сграфіто), ілюструвала дитячі книги, виготовляла художні вироби з повсті, пробувала розписувати тканини. Її улюблені мотиви — просякнуті східним колоритом краєвиди міст Центральної Азії (Бухари, Самарканду, Хіви). На своїх роботах художниця полюбляє зображати мечеті, мінарети, східні базари і глинобитні хати.
Загалом Іриною Яремою створено понад 120 гобеленів. Період з 1966 по 1999 рік визначають як розквіт її творчості. Найвідоміші її роботи різних серій:
- гобелени на східну тематику: «Старий Самарканд» (1966), «Алішер Навої», «Блакитний вершник» (1967), «Регістан» (1971);
- роботи за мотивами наскельних малюнків Казахстану: «Наскельні розписи» (1971), «Алатау» (1972), «Прадавнє полювання» (1973);
- роботи за природними мотивами: «Паморозь» (1976), «Дощик», «Карагач» (1979);
- твори на індустріальну тему: «Хімія» (1983), триптих «Індустрія» (1985)[2];
- роботи за мотивами казахських краєвидів: «Степ» (1976), «Симфонія» (1977), «Місто Іскар» (1980), «Ак отау» (1981), «Казахстанський пейзаж» (1999)[1].

## Визнання
Визнання прийшло до Ірини Яреми ще на початку її творчого шляху. За відродження народного прикладного мистецтва Казахстану в 1971 році нагороджена дипломом ВДНГ СРСР. 1974 року стала учасницею Міжнародного симпозіуму по гобелену в Латвії. У 1981 році як керівник групи художників і виконавців гобелену «Райдуга Казахстану» нагороджена Державною премією Казахської РСР імені Чокара Валіханова (у співавторстві). Цей монументальний твір площею 108 м² прикрасив алматинський готель «Казахстан». Художниця неодноразово брала участь у всесоюзних і міжнародних виставках (зокрема, в Індії, Франції, Німеччині). Востаннє як учасниця міжнародної виставки нагороджена дипломом у 2009 році за виставку «Осінній салон» у Львові.
Твори Ірини Яреми прикрашають адміністративні та громадські будівлі у різних містах Казахстану. 18 її робіт представлені в колекції Державного музею мистецтв Республіки Казахстан імені Абилхана Кастеєва, інших казахських, європейських, американських збірках (загалом 11 країн). В Україні роботи цієї художниці можна побачити у музеї Львова.